# Bulâki
Bulâki - imbécile - de son vrai nom Dâwar Baksh est le surnom d'un des fils du prince Khusrû, fils de l'empereur moghol Jahângîr.
Lorsque Jahângîr décède en 1627, l'Empire moghol connaît les désordres habituels occasionnés par la lutte pour la succession. Abûl Hasan Âsaf Khân, l'oncle de Mumtaz Mahal, l'épouse du futur empereur Shâh Jahân, installe Bulâki sur le trône pour contrer les prétentions de Shahryar (en), le fils cadet de Jahângîr qui s'était proclamé empereur à Lâhore avec le soutien de sa mère Nûr Jahân. Âsaf Khân défait les troupes de Shâhryâr, capture celui-ci, l'aveugle et le fait exécuter avec Bulâki et d'autres membres de la famille. Certaines sources prétendent cependant que Bulâki aurait pu s'échapper et finir sa vie en Perse.

## Source
- Louis Frédéric, Dictionnaire de la civilisation indienne, Robert Laffont, 1987, 1276 p. (ISBN 2-221-01258-5)